# Brera (Milán)
Brera es un barrio de Milán (Italia), perteneciente al municipio 1 de la ciudad.

## Origen del nombre

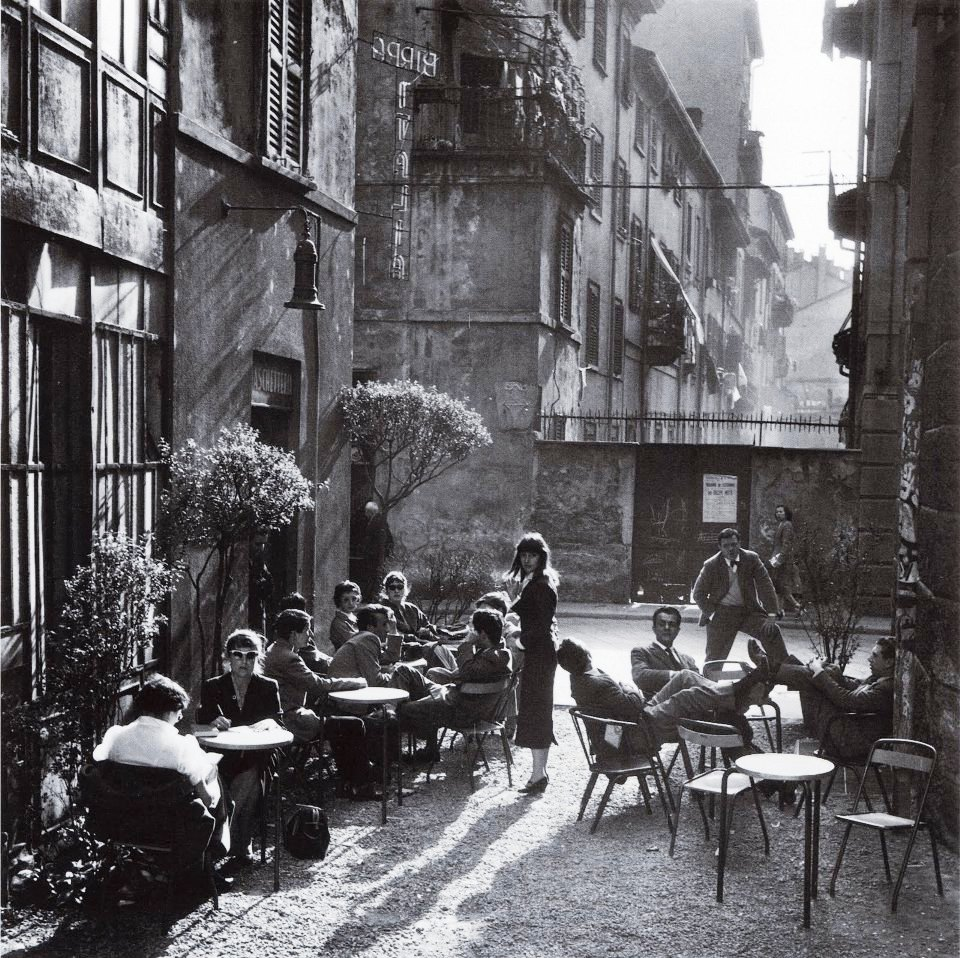
El Bar Jamaica en 1955, en los característicos callejones de Brera.

La zona reproduce el nombre de la Via Brera. El nombre «Brera», a su vez, procede de braida, que en italiano significa campo o prado sin cultivar situado cerca de una ciudad. De esta palabra procede también el adjetivo braidense, asociado a la biblioteca homónima. Los artistas que desde el siglo xix gravitaban en torno a la Academia de Bellas Artes de Brera han transformado el barrio en uno de los más típicos de la ciudad.

## Descripción
Antiguamente, el acceso principal a Brera desde fuera de la ciudad estaba constituido por la Pusterla Beatrice, que se encontraba al final de la actual Via Brera, prácticamente en la Via Pontaccio.
La zona está delimitada idealmente por la Via Pontaccio y la Via Fatebenefratelli al norte, la Via dei Giardini al este, la Via Monte di Pietà y la Via dell'Orso al sur, y la Via Ponte Vetero y la Via Mercato al oeste. Todo lo que se encuentra en el interior de esta zona, incluidas las calles mencionadas, forma parte del barrio de Brera. Sus calles más importantes son la Via Brera (que contiene la Pinacoteca, la Academia de Bellas Artes y la Biblioteca de Brera, además de la Galleria d'arte moderna Il Castello), la Via Fiori Chiari, la Via Fiori Oscuri, la Via San Carpoforo, la Via Madonnina, la Via del Carmine, la Via Ciovasso y la Via Ciovassino.

## Brera en la cultura popular

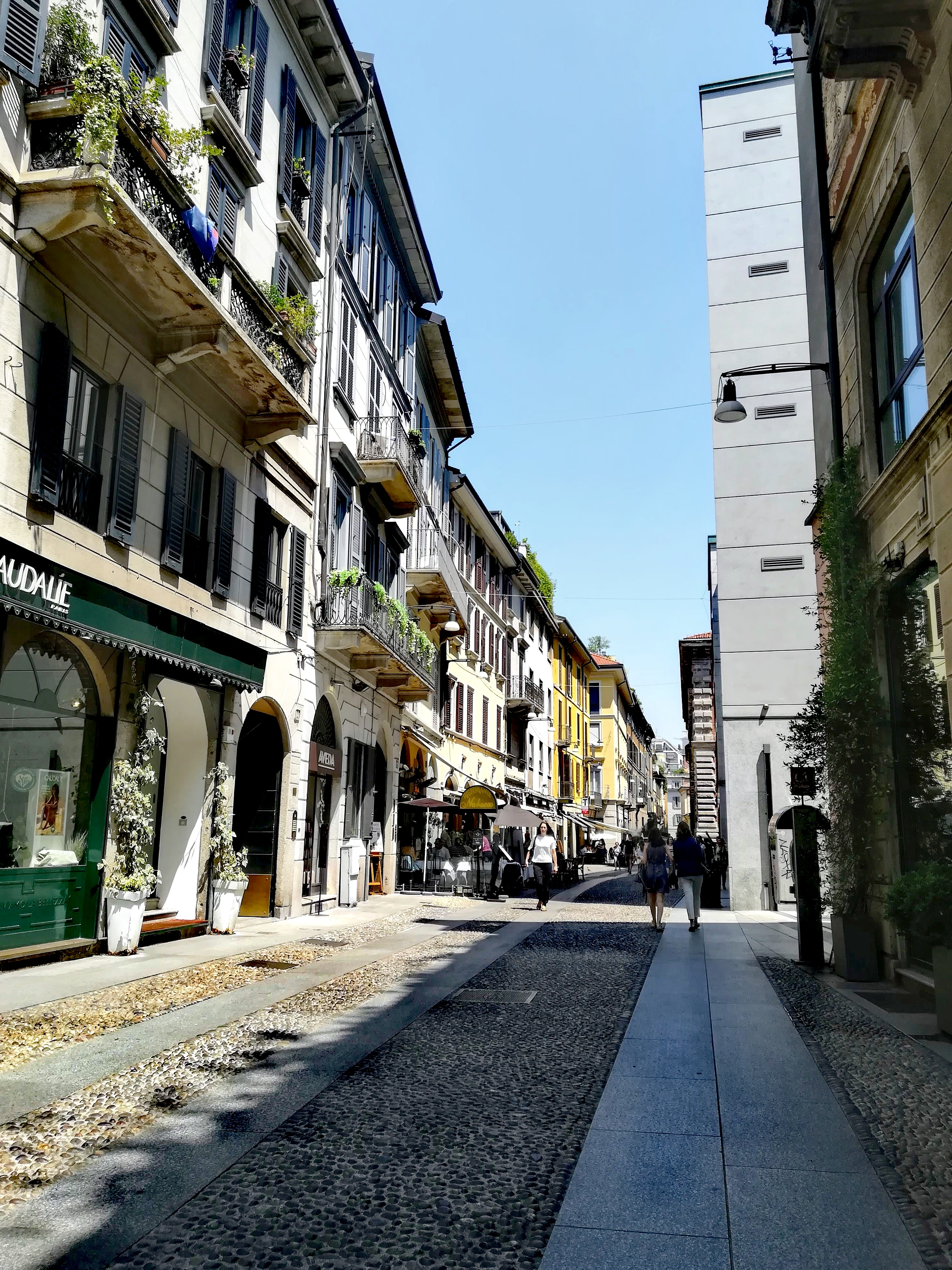
Una imagen del barrio en 2019.

- Luciano Bianciardi describe la vida del barrio en la década de 1950 en los primeros capítulos de su novela La vita agra.[3]
- Entre 1997 y 2002 se publicó una revista en color dedicada al barrio, Brera, dirigida por Paolo Brera, con colaboraciones de Guido Vergani, Carlo Castellaneta, Giuseppe Pontiggia, Rossana Bossaglia, Vittoria Palazzo y otros.

## Lugares de interés
- El Palazzo Brera, inicialmente un convento del siglo xiv situado en las afueras de la ciudad (de ahí el sustantivo braida, es decir, campo o prado sin cultivar), que pertenecía a la Orden de los Humillados y posteriormente a los jesuitas. En el siglo xvii fue transformado por el arquitecto Francesco Maria Richini. En esta obra también tuvo un importante papel Giuseppe Piermarini, quien se encargó, entre otras cosas, del portal de entrada hacia la Via Brera y del patio. En 1773 pasó a ser propiedad del Estado austríaco, que dispuso su utilización para albergar instituciones culturales: la Academia de Bellas Artes y la Biblioteca de Brera. En 1859, se colocó en el patio una estatua de bronce que representa a Napoleón Bonaparte.[4]
- El mercado que se celebra el tercer domingo de cada mes en la Via Fiori Chiari.
- El Bar Jamaica, en la Via Brera 32, establecimiento histórico inaugurado en 1911 en el que se encontraban intelectuales y escritores en las décadas de 1950 y 1960.[5]

## Transporte
- Estación de Lanza (línea 2 del Metro de Milán)